# 阿拉—恰普拉大桥
阿拉－恰普拉大桥 或称维尔·孔瓦尔·辛格大桥，是印度比哈尔邦一座公路桥梁，跨越恒河，连接波吉布尔县的阿拉与萨兰县的恰普拉，该桥建成后成为连接比哈尔邦南北方一条重要的公路通道。

## 设计和建造
大桥采用设计－建造总承包模式修建，全长约4.35（3英里），其中跨河主桥部分长1,920（6,299英尺），主梁为等高单箱单室箱梁，采用平衡悬臂拼装法施工；桥墩为双薄壁墩，两墩壁间距为3（10英尺），桥基础采用沉井基础。

## 项目
阿拉－恰普拉大桥建成后，恰普拉与阿拉之间的路程从120（75英里）缩短至20（12英里），这大大缩短了从锡万、恰普拉、戈帕尔甘杰县到阿拉、奥兰加巴德县和开姆尔县的距离；比哈尔邦内的南北交通可不必绕行巴特那县。大桥设四车道公路，在恰普拉与19号国道相接，在阿拉的科伊尔瓦尔与30号国道相接。
2010年7月，比哈尔邦首席部长尼蒂什·库玛尔为大桥奠基，他宣称自己的愿望是连通整个比哈尔语地区。
2015年4月25日，尼泊尔发生7.8级地震时，大桥下部施工已经完成，上部结构正在修建，桥址距离震中约300（186英里），施工没有受到很大影响。
2015年9月，大桥建筑工地发生起重机倒塌事故，造成7人死亡。